# Marina Sauzet
Pour les articles homonymes, voir Sauzet.
Marina Sauzet, née le 8 avril 1987 à Nevers, est une tireuse sportive française.

## Carrière
Après une médaille d'argent individuelle en junior aux Championnats du monde de tir 2006 à Zagreb, Marina Sauzet est médaillée de bronze en fosse olympique par équipe aux Championnats d'Europe de tir 2011 à Belgrade avec Delphine Racinet et Stéphanie Neau puis médaillée de bronze avec la même équipe aux Championnats du monde de fusil de chasse 2011 à Belgrade.
Marina Sauzet est médaillée d'argent en fosse olympique par équipe aux championnats d'Europe de tir 2017 à Bakou, avec Mélanie Couzy et Delphine Réau. Elle est ensuite médaillée d'argent en individuel à l'Universiade d'été de 2017 à Bangkok.